# Julie Dorf
Julie Dorf (28 de febrero de 1965) es una activista por los derechos humanos estadounidense, reconocida principalmente por haber sido la directora ejecutiva fundadora de la Comisión Internacional Gay y Lesbiana de Derechos Humanos, organización internacional que lucha contra las violaciones de los derechos humanos de lesbianas, gays, bisexuales, personas transgéneros y personas portadoras del virus del VIH. Fundó la organización en 1990 y se desempeñó como directora ejecutiva hasta el año 2000.

## Activismo
Como el académico Ryan Thoreson describe en su libro Transnational LGBT Activism, Dorf "construyó una organización que con el tiempo se convirtió en una fuente autorizada de información sobre los derechos de los colectivos LGBT a nivel mundial".
Posteriormente, Dorf formó parte del personal de la Fundación Horizons, una organización filantrópica LGBT del área de la bahía de San Francisco, antes de convertirse en asesora principal del Consejo para la Igualdad Global, una organización que ella ayudó a crear y que aboga por una política exterior estadounidense que incluya a la comunidad LGBT.
Líder en el movimiento hacia la igualdad internacional LGBT durante muchas décadas, otras actividades de Dorf incluyen cofundar la Coalición del Triángulo Rosa que se encarga de abogar por la reparación de las víctimas homosexuales de la persecución nazi; ayudar a establecer el Fondo Internacional Astraea para las Minorías Sexuales e implementar el Fondo de Libertad de Rusia para ayudar a los activistas LGBT en la antigua Unión Soviética en la lucha contra las leyes anti-gay.
A lo largo de los años se ha desempeñado como consultora independiente para la Asociación profesional mundial para la salud del transgénero - WPATH, el Open Society Institute, el Fondo Global para Mujeres, la Fundación Arcus y el proyecto Fenton Communications/J-Street. Julie actualmente es miembro de la junta directiva de PowerPAC+; de las juntas asesoras de la OutRight Action International y del Programa de Derechos LGBT de Human Rights Watch; así como del Comité de Finanzas del Norte de California de J-Street. Anteriormente, fue miembro de las juntas directivas del Bay Area Council for Soviet Jews, la Intersex Society of North America (ISNA) y Freedom to Marry.
Dorf es una exalumna de la Universidad Wesleyana con una licenciatura en Estudios rusos y soviéticos.